# High Speed Photometer
A High Speed Photometer (magyarul: nagysebességű fotométer) a Hubble űrtávcső egyik első generációs műszere volt.
Arra tervezték, hogy nagyon gyors fotometriai méréseket végezzen, hogy megállapíthassa a különböző égitestek fényességét és a fény polarizációját.
Mérési tartománya viszonylag széles, az infravöröstől a látható fényen át, az ultraibolyáig tartott, szám szerint 115-től 870 nm-ig.
A HSP egyike azon műszereknek, melyet egyszer sem tudtak sikeresen használni, a főtükör csiszolási hibája miatt.
Helyét a COSTAR-nak adta át 1993 decemberében az első szervizküldetés (STS–61) során.